# 三分法 (構圖)

典型的三分法构图，在这张照片中，作为焦点的树位于图片右下角的交叉点处

三分法，有时也称作井字构图法，是一种在摄影、繪畫、設計等藝術中经常使用的构图手段，這是最基本又最穩妥的構圖手法，一般情況下都適用。在这种方法中，摄影师需要将场景用两条竖线和两条横线分割，就如同是书写中文的“井”字。把主體放置在分界線或點上，又或將畫面以三份作分配，使主體突出之餘，亦保留了恰當的空間感，讓人看得舒服。另外，如果把空間分成三份來分配，也會得到很舒服的效果。這是在一般風景攝影或建築攝影常用的構圖法。当代的智能手机摄影App大多配备三分法构图辅助线，有不少摄影入门教程推荐新手使用三分法构图，也有观点批评滥用三分法构图导致构图呆板。